# Liste der Kulturdenkmäler in Niederkumbd
In der Liste der Kulturdenkmäler in Niederkumbd sind alle Kulturdenkmäler der rheinland-pfälzischen Ortsgemeinde Niederkumbd aufgeführt. Grundlage ist die Denkmalliste des Landes Rheinland-Pfalz (Stand: 27. Oktober 2023).

## Einzeldenkmäler
| Bezeichnung          | Lage                     | Baujahr         | Beschreibung                                                                                 | Bild                           |
| -------------------- | ------------------------ | --------------- | -------------------------------------------------------------------------------------------- | ------------------------------ |
| Brunnen              | Simmerner Straße Lage    | 1887            | reliefiertes Brunnenbecken, Gusseisen, Gusseisenpumpe, Stromberger Neuhütte, bezeichnet 1887 | Fotos hochladen                |
| Altes Backhaus       | Simmerner Straße 24 Lage | 19. Jahrhundert | eingeschossiger Putzbau, 19. Jahrhundert                                                     | weitere Bilder Fotos hochladen |
| Evangelische Kapelle | Simmerner Straße 28 Lage | 1807–12         | Fachwerkbau, teilweise massiv, 1807–12                                                       | weitere Bilder Fotos hochladen |